# Strike First Records
Strike First Records ist ein amerikanisches Musiklabel mit Sitz im kalifornischen Sun City. Es ist vor allem auf kleinere Bands aus den Segmenten Metalcore und Hardcore Punk spezialisiert, die sich selbst im Bereich christlicher Metal verorten.

## Veröffentlichungen (Auswahl)
- War of Ages: War of Ages (2005)
- Demise of Eros: Neither Storm Nor Quake Nor Fire (2006)
- Today Forever: The New Pathetic (2006)
- The Great Commission: And Every Knee Shall Bow (2009)
- Saving Grace: Unbreakable (2010)